# Buffalo (Texas)
Pour les articles homonymes, voir Buffalo.
La ville de Buffalo est située dans le comté de Leon, dans l’État du Texas, aux États-Unis. Sa population s’élevait à 1 804 habitants lors du recensement de 2010, estimée à 1 906 habitants en 2016.

## Source
- (en) Cet article est partiellement ou en totalité issu de l’article de Wikipédia en anglais intitulé « Buffalo, Texas » (voir la liste des auteurs).